# سایمون دیویس (بازیکن فوتبال، زاده۱۹۷۴)
سایمون دیویس (انگلیسی: Simon Davies؛ زادهٔ ۲۳ آوریل ۱۹۷۴) بازیکن فوتبال اهل بریتانیا است.
از باشگاه‌هایی که در آن بازی کرده‌است می‌توان به باشگاه فوتبال مکلسفیلد تاون، باشگاه فوتبال لوتون تاون، باشگاه فوتبال اکستر سیتی، باشگاه فوتبال روچدیل، باشگاه فوتبال نیو سنتس، باشگاه فوتبال منچستر یونایتد، و باشگاه فوتبال هادرزفیلد تاون اشاره کرد.
وی همچنین در تیم ملی فوتبال ولز بازی کرده‌است.